# Brigham (Quebec)
Brigham es un municipio de la provincia de Quebec, Canadá. Está ubicado en el condado regional de Brome-Missisquoi y a su vez, en la región administrativa de Montérégie. Hace parte de las circunscripciones electorales de Brome-Missisquoi a nivel provincial y de Brome−Missisquoi a nivel federal.

## Geografía
Brigham se encuentra ubicada en las coordenadas 45°15′00″N 72°51′00″O / 45.25000, -72.85000. Según Statistics Canada, tiene una superficie total de 87,08 km² y es una de las 1134 localidades en las que está dividido administrativamente el territorio de la provincia de Quebec.

## Demografía
Según el censo de 2011, había 2457 personas residiendo en este municipio con una densidad poblacional de 28,2 hab./km². Los datos del censo mostraron que de las 2408 personas censadas en 2006, en 2011 hubo un aumento poblacional de 49 habitantes (2%). El número total de inmuebles particulares resultó de 1071 con una densidad de 12,3 inmuebles por km². El número total de viviendas particulares que se encontraban ocupadas por residentes habituales fue de 993.